# Bernd Franke
Bernd Franke (Bliesen, 12 februari 1948) is een (West-)Duits voetballer die speelde als doelman.

## Carrière
Franke maakte zijn debuut voor SV Saar 05 Saarbrücken en speelde er tot in 1969 daarna stapte hij over naar Fortuna Düsseldorf. In 1971 tekende hij bij Eintr. Braunschweig waar hij de rest van zijn carrière speelde. De club hing tussen de eerste en de tweede klasse.
Hij speelde zeven interlands voor West-Duitsland en nam deel aan het WK voetbal 1982 waar ze tweede werden en nam deel aan de Olympische Spelen in 1984 waar ze de kwartfinale bereikten. Door een blessure in een vriendschappelijke wedstrijd tegen amateurs net voor het WK voetbal 1978 miste hij voor de tweede keer een eindtornooi. Eerder in 1974 ook al omdat hij bij zijn team bleef dat degradeerde uit de Bundesliga de plek ging dan maar naar Norbert Nigbur.
Na zijn spelerscarrière was hij een tijdje conditiecoach van Duits tennisster Kristina Barrois.
1 Schumacher ·
2 Briegel ·
3 Breitner ·
4 K. Förster ·
5 B. Förster ·
6 Dremmler ·
7 Littbarski ·
8 Fischer ·
9 Hrubesch ·
10 Müller ·
11 Rummenigge  ·
12 Hannes ·
13 Reinders ·
14 Magath ·
15 Stielike ·
16 Allofs ·
17 Engels ·
18 Matthäus ·
19 Hieronymus ·
20 Kaltz ·
21 Franke ·
22 Immel ·
Coach: Derwall